# جعفر والی حلمی
جعفر بن والی حلمی (۱۸۸۰–۱۹۶۳) سیاستمدار مصری و از بزرگان چرکسی‌های مصر بود. از مدرسهٔ حقوق قاهره در سال ۱۹۰۳م فارغ‌التحصیل شد و وزارتخانه‌های کشور و اقتصاد کار کرد. در سال‌های ۱۹۱۹–۱۹۲۲ وزیر اوقاف، وزیر جنگ و نیروی دریایی ۱۹۲۷–۲۸ بود. در تأسیس باشگاه ورزشی الاهلی مصر مشارکت داشت. او را دوستدار علم و علما وصف نمودند.
کتابخانهٔ شخصی خود را به دانشگاه اسکندریه اهدا نمود که ۴۶۰۵ کتاب به زبان‌های شرقی و اروپایی را شامل می‌شد.